# Cleptes eburnecoxis
Cleptes eburnecoxis  (лат.) — вид ос-блестянок рода Cleptes из подсемейства Cleptinae.

## Распространение
Восточная Азия: Китай (Zhejiang, Guangxi). Встречаются с июня по август.

## Описание
Мелкие осы-блестянки, длина 6—8 мм; длина переднего крыла около 5 мм. Голова металлически зелёного цвета; остальная часть тела без металлического отблеска.
Мандибулы коричневые, усики черновато-коричневые. Мезосома чёрная, с базолатеральными углами пронотума от буроватого до белого, и коричневыми проподеальными углами. Тегулы буроватые. Тазики, вертлуги и основания бёдер беловатые; остальная часть бёдер, голени и лапки буроватые. Метасома черно-бурая, 1-й тергит с боков и в передней половине буроватый. Голова покрыта крупными пунктурами. Мандибулы с 3 зубцами.
Пронотум сужается кпереди. У самок 4 видимых тергита (у самцов пять).
Таксон Cleptes eburnecoxis близок к виду Cleptes townesi Kimsey и принадлежит к видовой группе townesi species-group. Вид был впервые описан в 2013 году в ходе ревизии местной фауны китайскими энтомологами Вейем и Ксю (Na-sen Wei, Zai-fu Xu; Department of Entomology, College of Natural Resources and Environment, South China Agricultural University, Гуанчжоу, Китай) и итальянским гименоптерологом Паоло Роза (Paolo Rosa; Бернареджо, провинция Монца-э-Брианца, Италия).